# Экхардт, Иоганн Георг фон
Иоганн Георг фон Экхардт (нем. Johann Georg von Eckhart; 7 сентября 1664, Дуинген — 9 февраля 1730, Вюрцбург) — немецкий филолог, историк и библиотекарь

.

## Биография
Учился в школе Пфорта, затем изучал богословие, филологию и историю в Лейпцигском университете. 
По окончании обучения поступил секретарём к фельдмаршалу фон Флеммингу, затем работал в Ганновере. 
В 1694 году Готфрид Лейбниц принял Экхардта своим ассистентом и до конца жизни оказывал ему заметное и разнообразное покровительство. Благодаря Лейбницу в 1706 году Экхардт получил должность профессора в Хельмштедте. После смерти Лейбница он занял должность библиотекаря в Ганновере, был возведён в дворянское достоинство императором Священной Римской империи Карлом VI и в 1721 году опубликовал посвящённый императору труд «Происхождение австрийцев» (лат. Origines Austriacae). Однако в 1723 году Экхардт оставил свой пост и бежал из Ганновера, оказавшись в итоге в иезуитском ордене в Кёльне, где принял католичество. 
Вскоре после этого архиепископ Иоганн Филипп фон Шёнборн назначил Экхардта своим библиотекарем и историком, в связи с чем Экхардт обосновался в Вюрцбурге, где в конце жизни принял участие в организации скандальной мистификации с так называемыми «камнями Берингера».
Важнейшие труды Экхардта — «История этимологических исследований немецкого языка» (лат. Historia studii etymologici linguae germanicae; 1711) и двухтомные «Комментарии к деяниям восточных франков» (лат. Commentarii de rebus Franciae Orientalis; 1729).